# Aeropuerto de Liubliana
El Aeropuerto de Liubliana (en esloveno: Letališče Ljubljana o Letališče Jožeta Pučnika Ljubljana) (IATA: LJU, OACI: LJLJ), también conocido como Aeropuerto de Brnik es el único aeropuerto internacional de Liubliana, la capital de Eslovenia. Se encuentra situado en la localidad de Brnik, 26 km al norte de Liubliana y 11 km al sur de Kranj, en la carretera que une Kranj con Mengeš.
En el aeropuerto se hallaba la base de operaciones de la aerolínea de bandera de Eslovenia, Adria Airways, que quebró en 2019. El aeropuerto superó en 2004 la cifra de un millón de pasajeros anuales. En 2006 tuvo 1 334 355 de pasajeros. Es por mucho el aeropuerto con más actividad de Eslovenia.
Al aeropuerto se puede acceder por una autopista auxiliar que parte de la A2-E61, existiendo un servicio de autobuses regulares que lo conectan con Liubliana y Kranj.

## Plan de expansión
Debido al incesante incremento del tráfico de pasajeros con la Unión Europea y la próxima entrada de Eslovenia en el Tratado de Schengen, que requiere separar el tráfico Schengen del no-Schengen, el aeropuerto ha planificado la construcción de una nueva terminal de pasajeros, que será construida en dos fases.

La capacidad de la T2 será de 850 pasajeros salidos y 850 llegados a la hora, y será usada en exclusiva para tráfico Schengen, mientras que los vuelos no Schengen usarán en el nuevo edificio anexo a la vieja terminal (T1). Esto provocará que parte de las instalaciones de la T1 sean redundates, por lo que serán transformadas en zonas comerciales. Se espera que las obras finalicen en 2010.

## Aerolíneas y destinos

### Pasajeros
| Aerolíneas                    | Destinos                                                        |
| ----------------------------- | --------------------------------------------------------------- |
| Aegean Airlines               | Atenas                                                          |
| Air Dolomiti                  | Múnich (inicia el 27 de octubre de 2025)                        |
| Air France                    | París–Charles de Gaulle                                         |
| Air Montenegro                | Podgorica Estacional: Tivat                                     |
| Air Serbia                    | Belgrado, Niš                                                   |
| airBaltic                     | Riga Estacional: Gran Canaria (inicia el 25 de octubre de 2025) |
| arkia                         | Chárter Estacional: Tel Aviv                                    |
| British Airways               | Estacional: Londres–Heathrow                                    |
| Brussels Airlines             | Bruselas                                                        |
| Corendon Airlines             | Estacional: Antalya Chárter estacional: Heraclión               |
| easyJet                       | Londres–Gatwick, Mánchester (inicia el 4 de noviembre de 2025)  |
| Eurowings                     | Düsseldorf                                                      |
| Finnair                       | Estacional: Helsinki                                            |
| Flydubai                      | Dubái–International                                             |
| GP Aviation                   | Chárter estacional: Pristina                                    |
| Iberia                        | Estacional: Madrid                                              |
| Israir                        | Estacional: Tel Aviv                                            |
| KLM                           | Ámsterdam                                                       |
| LOT Polish Airlines           | Varsovia–Chopin                                                 |
| Lufthansa                     | Fráncfort, Múnich                                               |
| Luxair                        | Estacional: Luxemburgo                                          |
| Nesma Airlines                | Chárter estacional: Hurghada                                    |
| Norwegian Air Shuttle         | Copenhague                                                      |
| Nouvelair                     | Monastir                                                        |
| Swiss International Air Lines | Zúrich                                                          |
| Trade Air                     | Chárter Estacional: Cos, Heraclión, Samos                       |
| Transavia                     | Ámsterdam Estacional: París–Orly                                |
| Turkish Airlines              | Estambul                                                        |
| Vueling                       | Barcelona (inicia el 16 de noviembre de 2025)                   |
| Wizz Air                      | Skopie                                                          |

### Carga

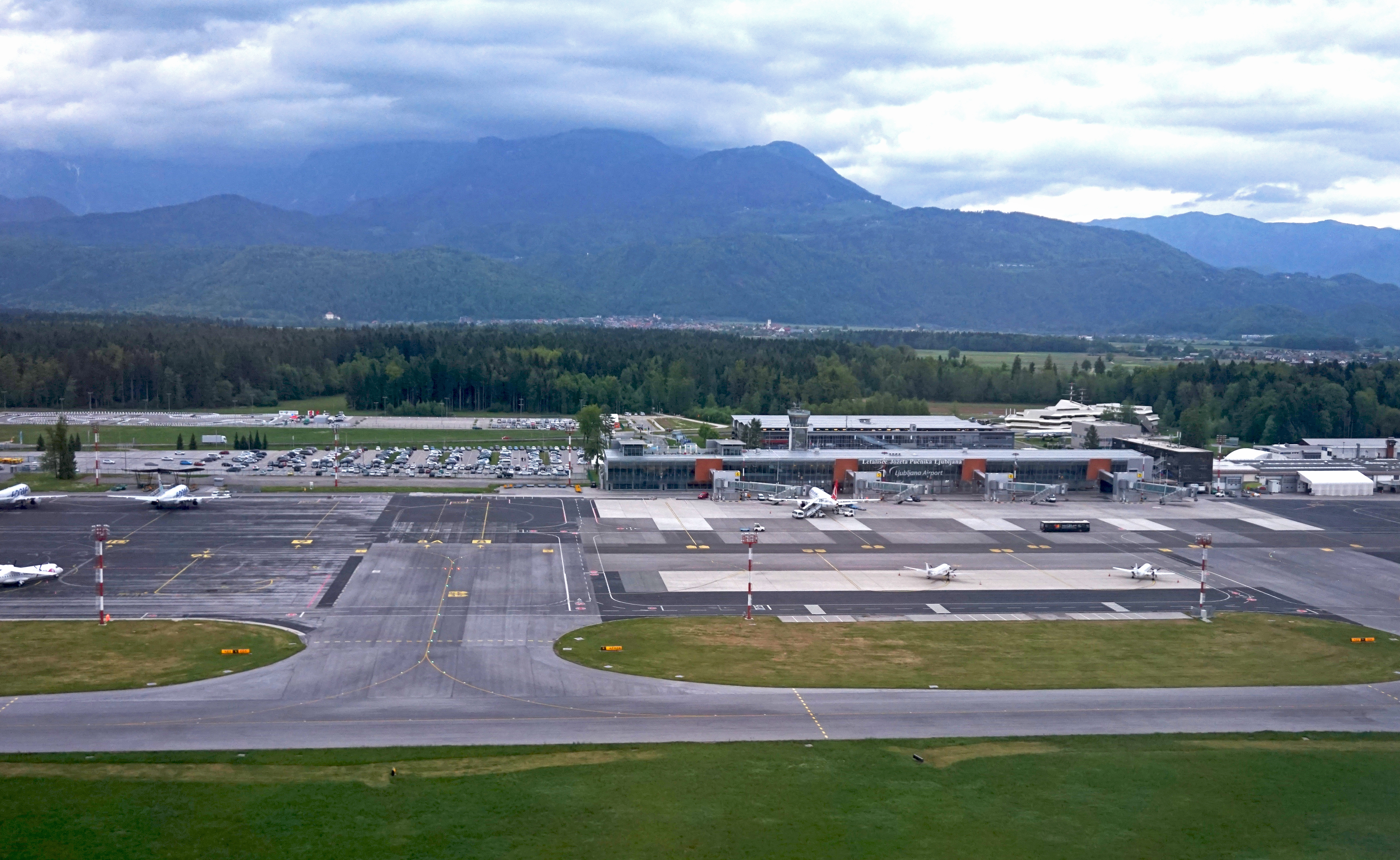
Vista del lado aire del aeropuerto.

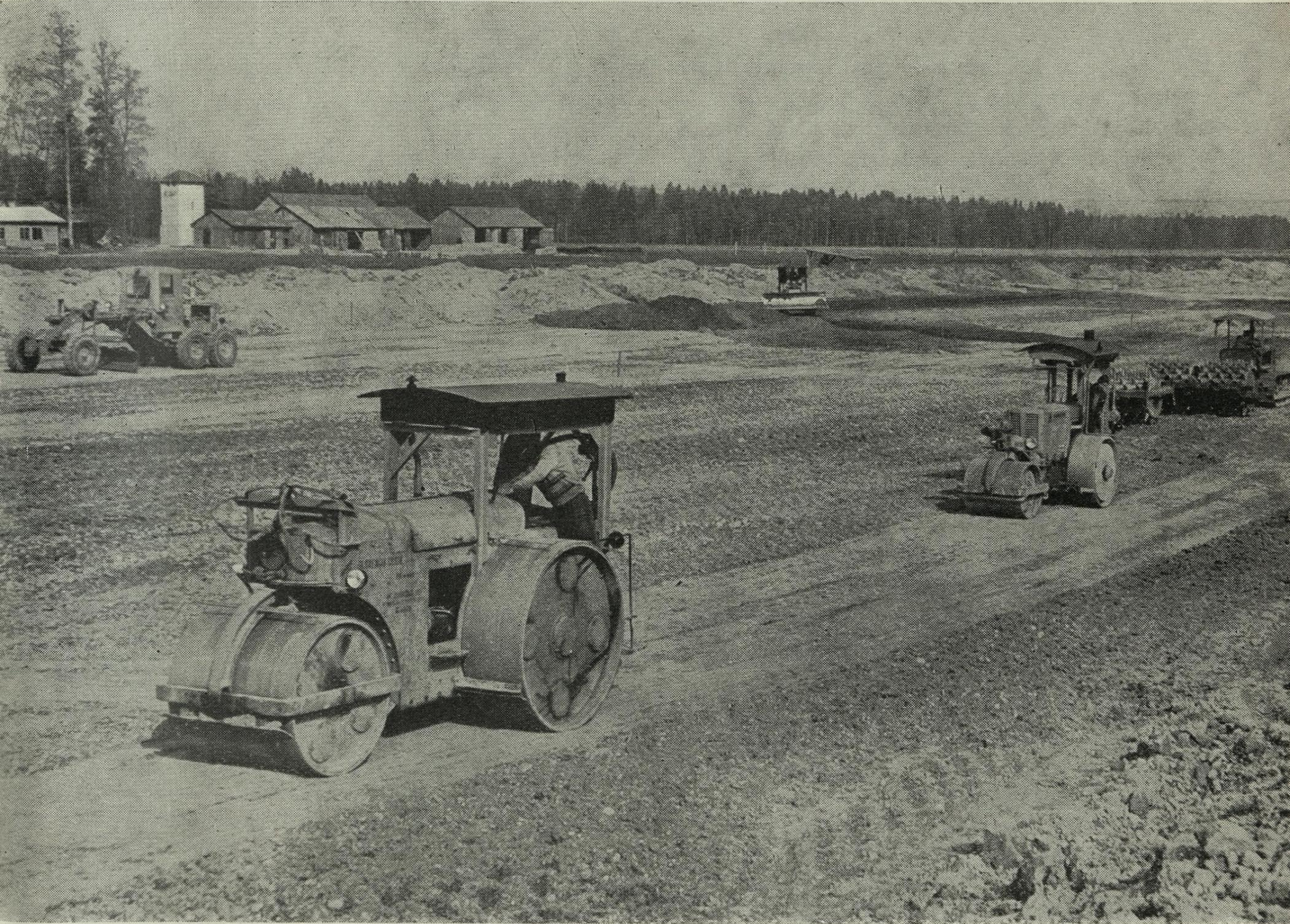
Sitio de construcción del aeropuerto en 1963.

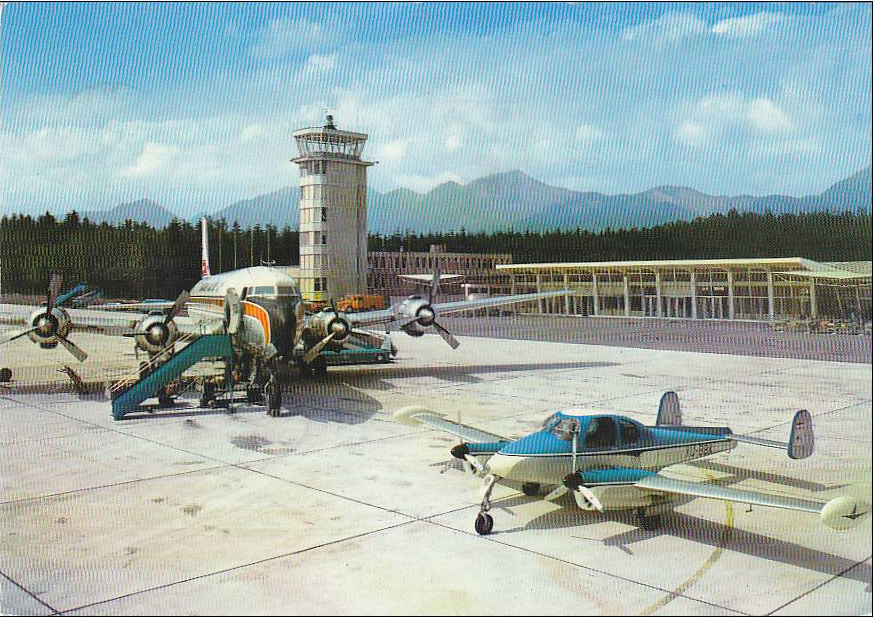
El aeropuerto en 1967.

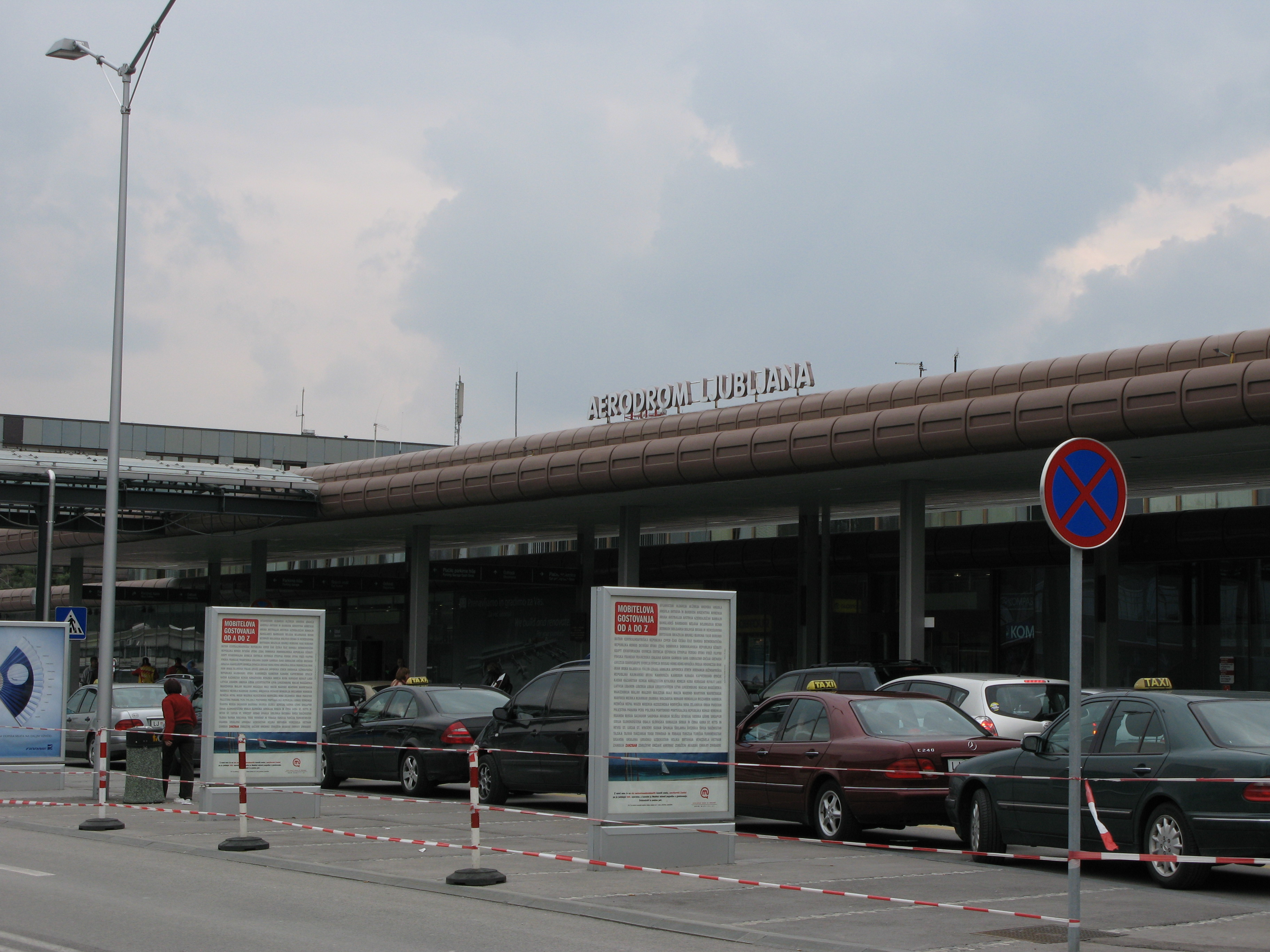
Terminal de pasajeros en 2007.

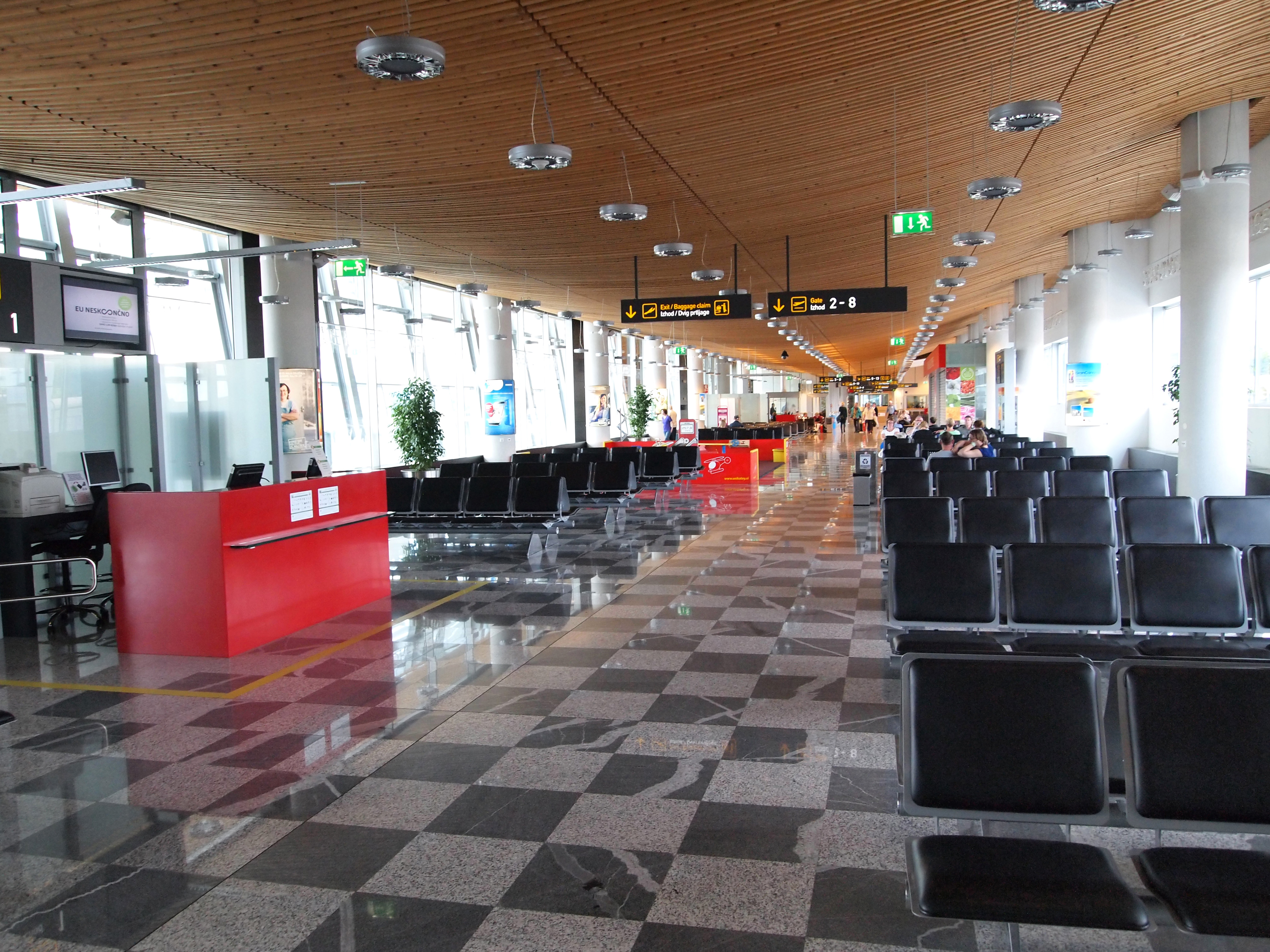
Interior de la terminal.

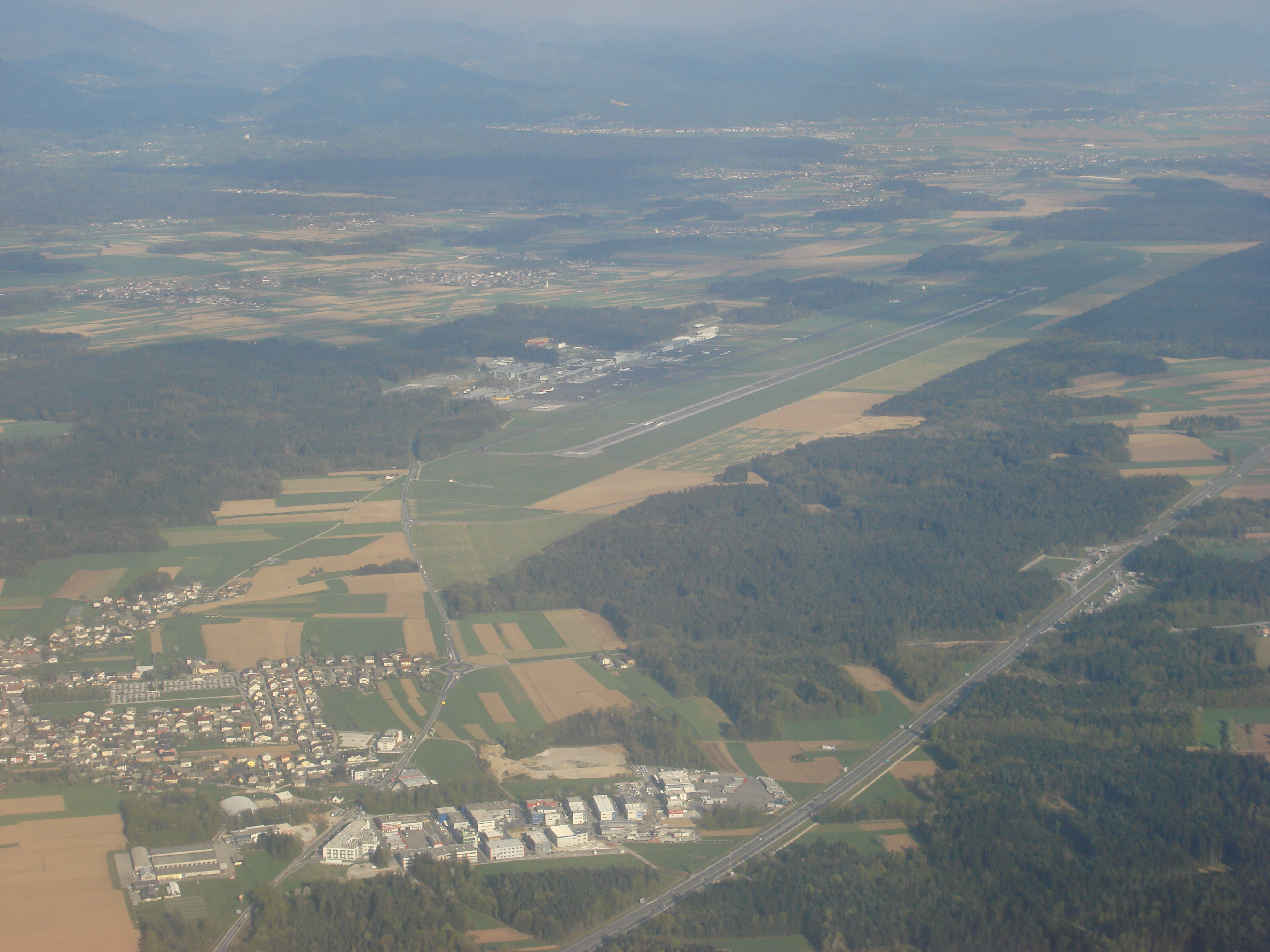
Vista aérea del aeropuerto y sus alrededores.

| Aerolíneas   | Destinos      |
| ------------ | ------------- |
| DHL Aviation | Leipzig/Halle |

### Destinos internacionales
Se brinda servicio a 35 ciudades extranjeras, a cargo de 30 aerolíneas.
| Ciudades por países                           | Nombre del aeropuerto                                   | Aerolíneas                                                              |        |        |        |
| África                                        | África                                                  | África                                                                  | África | África | África |
| --------------------------------------------- | ------------------------------------------------------- | ----------------------------------------------------------------------- | ------ | ------ | ------ |
| Egipto (1 destino, 1 aerolínea)               |                                                         |                                                                         |        |        |        |
| Hurgada                                       | Aeropuerto Internacional de Hurghada                    | Nesma Airlines (Chárter Estacional)                                     |        |        |        |
| Túnez (1 destino, 1 aerolínea)                |                                                         |                                                                         |        |        |        |
| Monastir                                      | Aeropuerto Internacional de Monastir-Habib Burguiba     | Nouvelair                                                               |        |        |        |
| Asia                                          |                                                         |                                                                         |        |        |        |
| EAU (1 destino, 1 aerolínea)                  |                                                         |                                                                         |        |        |        |
| Dubái                                         | Aeropuerto Internacional de Dubái                       | Flydubai                                                                |        |        |        |
| Israel (1 destino, 2 aerolíneas)              |                                                         |                                                                         |        |        |        |
| Tel Aviv                                      | Aeropuerto Internacional Ben Gurión                     | arkia (Chárter Estacional) / Israir (Estacional)                        |        |        |        |
| Europa                                        |                                                         |                                                                         |        |        |        |
| Alemania (3 destinos, 3 aerolíneas)           |                                                         |                                                                         |        |        |        |
| Düsseldorf                                    | Aeropuerto Internacional de Düsseldorf                  | Eurowings                                                               |        |        |        |
| Fráncfort                                     | Aeropuerto de Fráncfort del Meno                        | Lufthansa                                                               |        |        |        |
| Múnich                                        | Aeropuerto Internacional de Múnich-Franz Josef Strauss  | Air Dolomiti (inicia el 27 de octubre de 2025) / Lufthansa              |        |        |        |
| Bélgica (1 destino, 1 aerolínea)              |                                                         |                                                                         |        |        |        |
| Bruselas                                      | Aeropuerto de Bruselas                                  | Brussels Airlines                                                       |        |        |        |
| Dinamarca (1 destino, 1 aerolínea)            |                                                         |                                                                         |        |        |        |
| Copenhague                                    | Aeropuerto de Copenhague-Kastrup                        | Norwegian Air Shuttle                                                   |        |        |        |
| España (3 destinos, 3 aerolíneas)             |                                                         |                                                                         |        |        |        |
| Barcelona                                     | Aeropuerto Josep Tarradellas Barcelona-El Prat          | Vueling (inicia el 16 de noviembre de 2025)                             |        |        |        |
| Gran Canaria                                  | Aeropuerto de Gran Canaria                              | airBaltic (Estacional) (inicia el 25 de octubre de 2025)                |        |        |        |
| Madrid                                        | Aeropuerto Adolfo Suárez Madrid-Barajas                 | Iberia (Estacional)                                                     |        |        |        |
| Finlandia (1 destino, 1 aerolínea)            |                                                         |                                                                         |        |        |        |
| Helsinki                                      | Aeropuerto de Helsinki-Vantaa                           | Finnair (Estacional)                                                    |        |        |        |
| Francia (2 destinos, 2 aerolíneas)            |                                                         |                                                                         |        |        |        |
| París                                         | Aeropuerto de París-Charles de Gaulle                   | Air France                                                              |        |        |        |
| París                                         | Aeropuerto de París-Orly                                | Transavia (Estacional)                                                  |        |        |        |
| Grecia (4 destinos, 3 aerolíneas)             |                                                         |                                                                         |        |        |        |
| Atenas                                        | Aeropuerto Internacional Eleftherios Venizelos          | Aegean Airlines                                                         |        |        |        |
| Cos                                           | Aeropuerto Internacional de Kos-Hipócrates              | Trade Air (Chárter Estacional)                                          |        |        |        |
| Heraclión                                     | Aeropuerto Internacional de Heraclión Nikos Kazantzakis | Corendon Airlines (Chárter Estacional) / Trade Air (Chárter Estacional) |        |        |        |
| Samos                                         | Aeropuerto Internacional de Samos                       | Trade Air (Chárter Estacional)                                          |        |        |        |
| Kosovo (1 destino, 1 aerolínea)               |                                                         |                                                                         |        |        |        |
| Pristina                                      | Aeropuerto Internacional de Pristina                    | GP Aviation (Chárter Estacional)                                        |        |        |        |
| Letonia (1 destino, 1 aerolínea)              |                                                         |                                                                         |        |        |        |
| Riga                                          | Aeropuerto Internacional de Riga                        | airBaltic                                                               |        |        |        |
| Luxemburgo (1 destino, 1 aerolínea)           |                                                         |                                                                         |        |        |        |
| Luxemburgo                                    | Aeropuerto de Luxemburgo Findel                         | Luxair (Estacional)                                                     |        |        |        |
| Macedonia del Norte (1 destino, 1 aerolínea)  |                                                         |                                                                         |        |        |        |
| Skopie                                        | Aeropuerto de Skopie                                    | Wizz Air                                                                |        |        |        |
| Montenegro (2 destinos, 1 aerolínea)          |                                                         |                                                                         |        |        |        |
| Podgorica                                     | Aeropuerto de Podgorica                                 | Air Montenegro                                                          |        |        |        |
| Tivat                                         | Aeropuerto de Tivat                                     | Air Montenegro (Estacional)                                             |        |        |        |
| Países Bajos (1 destino, 2 aerolíneas)        |                                                         |                                                                         |        |        |        |
| Ámsterdam                                     | Aeropuerto de Ámsterdam-Schiphol                        | KLM / Transavia                                                         |        |        |        |
| Polonia (1 destino, 1 aerolínea)              |                                                         |                                                                         |        |        |        |
| Varsovia                                      | Aeropuerto de Varsovia-Chopin                           | LOT Polish Airlines                                                     |        |        |        |
| Reino Unido (3 destinos, 2 aerolíneas)        |                                                         |                                                                         |        |        |        |
| Londres                                       | Aeropuerto de Londres-Heathrow                          | British Airways (Estacional)                                            |        |        |        |
| Londres                                       | Aeropuerto de Londres-Gatwick                           | easyJet                                                                 |        |        |        |
| Mánchester                                    | Aeropuerto de Mánchester                                | easyJet (inicia el 4 de noviembre de 2025)                              |        |        |        |
| Serbia (2 destinos, 1 aerolínea)              |                                                         |                                                                         |        |        |        |
| Belgrado                                      | Aeropuerto de Belgrado-Nikola Tesla                     | Air Serbia                                                              |        |        |        |
| Niš                                           | Aeropuerto Constantino el Grande de Niš                 | Air Serbia                                                              |        |        |        |
| Suiza (1 destino, 1 aerolínea)                |                                                         |                                                                         |        |        |        |
| Zúrich                                        | Aeropuerto Internacional de Zúrich                      | Swiss International Air Lines                                           |        |        |        |
| Turquía (2 destinos, 2 aerolíneas)            |                                                         |                                                                         |        |        |        |
| Antalya                                       | Aeropuerto de Antalya                                   | Corendon Airlines                                                       |        |        |        |
| Estambul                                      | Aeropuerto de Estambul                                  | Turkish Airlines                                                        |        |        |        |
| Total: 35 destinos, 22 países, 30 aerolíneas. |                                                         |                                                                         |        |        |        |

## Estadísticas

### Tráfico anual
| Año  | Pasajeros | Cambio | Carga (t) | Cambio | Movimiento de pasajeros | Cambio |
| ---- | --------- | ------ | --------- | ------ | ----------------------- | ------ |
| 1964 | 78,179    | /      | 88        | /      | 2,343                   | /      |
| 1965 | 133,184   | 70%    | 177       | 101%   | 3,180                   | 36%    |
| 1966 | 136,584   | 3%     | 235       | 33%    | 4,099                   | 29%    |
| 1967 | 136,665   | 0%     | 306       | 30%    | 4,479                   | 9%     |
| 1968 | 68,303    | 50%    | 304       | 1%     | 3,807                   | 15%    |
| 1969 | 96,108    | 41%    | 1,068     | 251%   | 4,474                   | 18%    |
| 1970 | 171,503   | 78%    | 1,879     | 76%    | 5,728                   | 28%    |
| 1971 | 273,946   | 60%    | 2,288     | 22%    | 6,509                   | 14%    |
| 1972 | 275,460   | 1%     | 3,016     | 32%    | 8,525                   | 31%    |
| 1973 | 367,872   | 34%    | 4,578     | 52%    | 8,633                   | 1%     |
| 1974 | 668,599   | 82%    | 7,210     | 57%    | 13,123                  | 52%    |
| 1975 | 553,565   | 17%    | 7,376     | 2%     | 11,645                  | 11%    |
| 1976 | 528,490   | 5%     | 5,922     | 20%    | 10,797                  | 7%     |
| 1977 | 541,592   | 2%     | 6,179     | 4%     | 10,964                  | 2%     |
| 1978 | 475,242   | 12%    | 5,758     | 7%     | 8,941                   | 18%    |
| 1979 | 661,254   | 39%    | 7,602     | 32%    | 12,397                  | 39%    |
| 1980 | 581,103   | 12%    | 6,085     | 20%    | 11,312                  | 9%     |
| 1981 | 659,465   | 13%    | 7,328     | 20%    | 11,805                  | 4%     |
| 1982 | 627,931   | 5%     | 6,627     | 10%    | 10,870                  | 8%     |
| 1983 | 595,260   | 5%     | 6,808     | 3%     | 9,743                   | 10%    |
| 1984 | 623,588   | 5%     | 7,356     | 8%     | 10,050                  | 3%     |
| 1985 | 668,285   | 7%     | 6,751     | 8%     | 11,624                  | 16%    |
| 1986 | 785,281   | 18%    | 7,507     | 11%    | 12,518                  | 8%     |
| 1987 | 886,281   | 13%    | 7,450     | 1%     | 14,038                  | 12%    |
| 1988 | 835,206   | 6%     | 7,261     | 3%     | 13,716                  | 2%     |
| 1989 | 725,064   | 13%    | 6,752     | 7%     | 14,296                  | 4%     |
| 1990 | 765,033   | 6%     | 5,878     | 13%    | 16,253                  | 14%    |
| 1991 | 347,583   | 55%    | 4,662     | 21%    | 8,794                   | 46%    |
| 1992 | 248,851   | 28%    | 5,074     | 9%     | 8,861                   | 1%     |
| 1993 | 402,563   | 62%    | 8,420     | 66%    | 12,898                  | 46%    |
| 1994 | 497,456   | 24%    | 9,881     | 17%    | 15,821                  | 23%    |
| 1995 | 638,268   | 28%    | 10,499    | 6%     | 17,868                  | 13%    |
| 1996 | 668,532   | 5%     | 9,294     | 11%    | 18,190                  | 2%     |
| 1997 | 713,696   | 7%     | 10,161    | 9%     | 20,279                  | 11%    |
| 1998 | 786,600   | 10%    | 10,953    | 8%     | 25,723                  | 27%    |
| 1999 | 895,540   | 14%    | 11,093    | 1%     | 27,219                  | 6%     |

| Año             | Pasajeros | Cambio | Carga (t) | Cambio | Movimiento de pasajeros | Cambio |
| --------------- | --------- | ------ | --------- | ------ | ----------------------- | ------ |
| 2000            | 991,693   | 11%    | 12,396    | 12%    | 29,965                  | 10%    |
| 2001            | 894,130   | 10%    | 12,403    | 1%     | 29,050                  | 3%     |
| 2002            | 872,966   | 2%     | 12,021    | 3%     | 28,751                  | 1%     |
| 2003            | 928,397   | 6%     | 12,080    | 1%     | 31,737                  | 10%    |
| 2004            | 1,048,238 | 13%    | 11,780    | 2%     | 35,502                  | 12%    |
| 2005            | 1,218,896 | 16%    | 11,560    | 2%     | 37,767                  | 6%     |
| 2006            | 1,334,355 | 9%     | 15,309    | 32%    | 40,991                  | 9%     |
| 2007            | 1,524,028 | 14%    | 21,717    | 42%    | 46,517                  | 13%    |
| 2008            | 1,673,050 | 10%    | 17,188    | 21%    | 47,926                  | 3%     |
| 2009            | 1,433,855 | 14%    | 14,333    | 17%    | 45,492                  | 5%     |
| 2010            | 1,388,651 | 3%     | 17,310    | 21%    | 42,569                  | 6%     |
| 2011            | 1,369,485 | 1%     | 19,659    | 14%    | 39,267                  | 8%     |
| 2012            | 1,198,911 | 12%    | 17,031    | 13%    | 35,019                  | 11%    |
| 2013            | 1,321,153 | 10%    | 17,777    | 4%     | 33,112                  | 5%     |
| 2014            | 1,338,619 | 1.3%   | 18,983    | 6.8%   | 31,405                  | 5.0%   |
| 2015            | 1,464,579 | 9,4%   | 18,852    | 0.07%  | 32,894                  | 1,5%   |
| 2016            | 1,411,476 | 3,7%   | 19,802    | 5%     | 32,701                  | 0,06%  |
| 2017            | 1,688,558 | 22.7%  | 24,314    | 18.7%  | 34,444                  | 5.3%   |
| 2018            | 1,818,229 | 7.6%   | 25,907    | 6.5%   | 35,512                  | 3.1%   |
| 2019            | 1,721,355 | 5.0%   | 24,874    | 8.2%   | 31,489                  | 11.3%  |
| 2020            | 288,235   | 83.3%  | 10,559    | 57.5%  | 12,980                  | 58.8%  |
| 2021            | 430,943   | 49.5%  | 17,461    | 65.3%  | 11,401                  | 12.1%  |
| 2022            | 970,152   | 115.1% | 12,480    | 28.5%  | 21,571                  | 23.5%  |
| 2023            | 1,276,857 | 30.6%  | 26,927    | 8.9%   | 22,750                  | 5.5%   |
| 2024            | 1,438,713 | 13.3%  |           |        |                         |        |
| Fuente: Fraport |           |        |           |        |                         |        |